# Elezioni generali in Nuova Zelanda del 2011
Le elezioni generali in Nuova Zelanda del 2011  si tennero il 26 novembre per il rinnovo della Camera dei rappresentanti. In seguito all'esito elettorale, John Key, espressione del Partito Nazionale, fu confermato Primo ministro.

## Risultati
| Liste                                    | Nazionale | Nazionale | Nazionale | Circoscrizionale | Circoscrizionale | Circoscrizionale | Totale seggi |
| Liste                                    | Voti      | %         | Seggi     | Voti             | %                | Seggi            | Totale seggi |
| ---------------------------------------- | --------- | --------- | --------- | ---------------- | ---------------- | ---------------- | ------------ |
| Partito Nazionale della Nuova Zelanda    | 1 058 636 | 47,31     | 17        | 1 027 696        | 47,31            | 42               | 59           |
| Partito Laburista della Nuova Zelanda    | 614 937   | 27,48     | 12        | 762 897          | 35,12            | 22               | 34           |
| Partito Verde della Nuova Zelanda        | 247 372   | 11,06     | 14        | 155 492          | 7,16             | -                | 14           |
| New Zealand First                        | 147 544   | 6,59      | 8         | 39 892           | 1,84             | -                | 8            |
| Partito Conservatore della Nuova Zelanda | 59 237    | 2,65      | -         | 51 678           | 2,38             | -                | -            |
| Partito Maori                            | 31 982    | 1,43      | -         | 39 320           | 1,81             | 3                | 3            |
| Partito Mana                             | 24 168    | 1,08      | -         | 29 872           | 1,38             | 1                | 1            |
| ACT New Zealand                          | 23 889    | 1,07      | -         | 31 001           | 1,43             | 1                | 1            |
| United Future New Zealand                | 13 443    | 0,60      | -         | 18 792           | 0,87             | 1                | 1            |
| Aotearoa Legalise Cannabis Party         | 11 738    | 0,52      | -         | 6 384            | 0,29             | -                | -            |
| New Zealand Democratic Party             | 1 714     | 0,08      | -         | 2 255            | 0,10             | -                | -            |
| Libertarianz                             | 1 595     | 0,07      | -         | 1 459            | 0,07             | -                | -            |
| Alleanza                                 | 1 209     | 0,05      | -         | 1 245            | 0,06             | -                | -            |
| Altri                                    | 0         | 0,00      | -         | 4 451            | 0,20             | -                | -            |
| Totale                                   | 2 237 464 | 100       | 51        | 2 172 434        | 100              | 70               | 122          |